# Callichlamys muiri
Callichlamys muiri är en insektsart som beskrevs av George Willis Kirkaldy 1907. Callichlamys muiri ingår i släktet Callichlamys och familjen vedstritar.
Artens utbredningsområde är Fiji. Inga underarter finns listade i Catalogue of Life.